# 松风阁琴谱
《松風閣琴譜》清康熙十六年程雄撰，收录琴曲十一首。

## 琴譜簡介
清《四庫全書》藝術類松風閣琴譜提要雲：“國朝程雄撰，雄字雲松，休寧人。是編輯諸家遺譜而參以己法。前附松風閣指法二篇，乃三山莊臻鳳原本，雄爲之改訂。琴譜上下二卷，自清宮《忘機》至清商《春山聽杜鵑》凡十一曲。譜中所增諸法多出雄之新意，指法亦較他譜增倍。《醉魚》諸曲更欲曼衍聲調，以博趣於絃軫之外，可謂心知其意者。”
程雄自序說選定的是十三曲，從目錄劃痕和頁碼中斷的數目可以看出，後來他把郭楚望的《瀟湘水雲》和何進明的《蜀道難》抽去了。因此稱爲十一曲。